# Карл Ојген Нојман
Карл Ојген Нојман (Беч, 18. октобар 1865 — Беч, 18. октобар 1915) био је први преводилац великих делова палијског канона будистичких списа са оригиналног палија на неки европски језик (конкретно немачки) и био је један од пионира европског будизма.

## Живот
Карлов отац, Анђело Нојман, био је мађарски Јеврејин и тенор у Бечкој дворској опери. Његова мајка Паулина рођена фон Михаловитс била је из мађарске племићке породице.
Високо образовање Карл је стекао у Лајпцигу, где је његов отац постао управник Лајпцишког градског позоришта 1876. Убрзо након што је 1882. започео банкарску каријеру у Берлину, Карл се сусрео са делима Артура Шопенхауера. Од 1884. почео је да изучава филозофију и индијске изворе који су инспирисали Шопенхауера. Окренуо је леђа банкарству и почео је да похађа колеџ у Прагу. 1887. се вратио у Берлин, да студира индологију, религију и филозофију на тамошњем универзитету.
Убрзо након брака са Камилом рођеном Нордман из Беча, Нојман је отишао у Хале и 1891. завршио своју докторску дисертацију о пали тексту. Исте године је објавио Две будистичке суте и једну расправу Мајстера Екарта. Године 1892, по повратку у Беч, Нојман је објавио антологију текстова из Пали канона на немачком језику поводом Шопенхауеровог 104. рођендана. Након што је 1893. завршио превод Пута исправности, Нојман је остварио своју велику жељу да посети изворне земље будизма. Неколико месеци је путовао кроз Индију и Цејлон, упознајући чланове Санге. Поред похвала за знање и учење монаха, нашао је и критичке речи за оно што је сматрао кршењем и разводњавањем првобитног Будиног учења. Вративши се у Беч 1894. године, запослио се на Оријенталном институту Универзитета у Бечу. У наредних неколико година, Нојман је превео и објавио Мајхима Никаја у три тома.
Године 1906. Нојман је изгубио своје богатство у банковном краху и чак је морао да прода (привремено) веома цењено сијамско издање Типитаке, које му је на поклон поклонио краљ Сијама. Његова финансијска ситуација се незнатно побољшала захваљујући заоставштини након очеве смрти. Године 1907. објавио је први том Дигха Никаја.
Нојман је умро у сиромаштву 1915. године и сахрањен је на Средишњем бечком гробљу. Његов гроб, заборављен и занемарен две генерације, поново је изашао на видело крајем двадесетог века захваљујући бризи бечких будиста.

## Изабрана библиографија
- Нојман, Карл Ојген, преводилац (1922): Беседе Готамо Буда, из средње збирке Мајхиманикајо Пали канона (Neumann, Karl Eugen, trans. (1922): Die Reden Gotamo Buddhos, aus der mittleren Sammlung Majjhimanikayo des Pali-Kanons, 3 Vol, R. Piper, München. (Bd.1, Bd.2, Bd.3)
- Нојман, Карл Ојген, Пут истине, Дхамападам (Neumann, Karl Eugen, Der Wahrheitpfad, Dhammapadam; ein buddhistisches Denkmal, München, R. Piper 1921).
- Нојман, Карл Ојген, Песме монаха и монахиња Готамо Буда, (Neumann, Karl Eugen (1899). Die Lieder der Mönche und Nonnen Gotamo Buddho's, Berlin, E. Hofmann & co).
- Нојман, Карл Ојген, Говори Готамо Буде (Neumann, Karl Eugen (1911). Die Reden Gotamo Budhos, aus der Sammlung der Bruchstücke Suttanipato des Pali-Kanons, München R. Piper).[4]